# Province de Rieti
Pour les articles homonymes, voir Rieti (homonymie).
La province de Rieti est une province italienne du Latium, dont le chef-lieu est la ville de Rieti.

## Histoire
La province de Rieti a été créée en 1927 par le gouvernement fasciste avec 16 autres provinces, à l'occasion d'une réorganisation radicale des districts provinciaux, dans le but de restaurer l'unité politique de l'ancienne région de Sabine, qui tire son nom du peuple antique osco-ombrien des Sabins. La province a été formée en unissant le territoire du district de Rieti (qui faisait partie de la province de Pérouse depuis l'unification italienne jusqu'en 1923, puis est devenu une partie de la province de Rome de 1923 à 1927) au territoire de l'ancien district de Cittaducale (anciennement partie de la province de L'Aquila). 
Aucune des deux parties de la nouvelle province ne faisait partie du Latium, mais plutôt de l'Ombrie et des Abruzzes. La constitution de la province a provoqué de nombreuses protestations de L'Aquila, province privée d'une grande partie de son territoire.

## Économie
Elle fait partie de l'aire de production de l'huile d'olive extra vierge dénommée Sabina.

## Culture
On y parle le dialecte sabin.

## Divers

### Personnes liées à la province
- Elio Augusto Di Carlo (1918-1998), médecin, ornithologue, naturaliste et historien.